# Sybil Bauer
Sybil Bauer   (Chicago, 18 de setembre de 1903 - Chicago, 31 de gener de 1927) va ser una nedadora estatunidenca que va competir durant la dècada de 1920.
Nascuda a Chicago, era filla de pares noruecs. Es va graduar a la Schurz High School de Chicago i posteriorment va estudiar a la Universitat Northwestern. Entre 1921 i 1926 va establir 23 rècords mundials de natació femenina, majoritàriament en la modalitat d'esquena. Durant una competició a les Bermudes, el 1922, es va convertir en la primera dona que millorava un rècord masculí, en nedar 440 iardes esquena en 6' 24.8", uns quatre segons més ràpid que el rècord en poder de Stubby Kruger. Amb tot, aquest registre no fou oficial, ja que va tenir lloc en una competició no reglada.
El 1924 va prendre part en els Jocs Olímpics de París, on va guanyar la medalla d'or en la prova dels 100 metres esquena del programa de natació.
Bauer va festejar amb Ed Sullivan, futura estrella de la televisió, però una prematura mort als 23 anys per culpa d'un càncer impedí el seu casament. Flou inclosa a l'International Swimming Hall of Fame com a "Honor Swimmer" el 1967. És enterrada al Mount Olive Cemetery de Chicago.